# W-B-X ~W-Boiled Extreme~
Singles de Aya Kamiki, Asanuma Takuya
Sekai wa Sore Demo Kawari wa Shinai
(2008) Revolver
(2010)
W-B-X ~W-Boiled Extreme~ est le 12esingle d'Aya Kamiki et le 1er sorti sous le label Avex Trax le 11 novembre 2009 au Japon. Il arrive 8e à l'Oricon. Il se vend à 23 144 exemplaires la première semaine et reste classé 27 semaines pour un total de 54 176 exemplaires vendus.
W-B-X ~W-Boiled Extreme~ a été utilisé comme thème d'ouverture pour la série Kamen Rider W. W-B-X ~W-Boiled Extreme~ se trouve sur l'album Individual Emotion.

## Liste des titres
Toutes les paroles sont écrites par Shoko Fujibayashi.
| 1. | W-B-X ~W-Boiled Extreme~                | Shuhei Naruse | 3:19 |
| 2. | W-B-X Hard Boiled Jazz Edit.            | Shuhei Naruse | 3:53 |
| 3. | W-B-X ~W-Boiled Extreme~ (Instrumental) | Shuhei Naruse | 3:18 |